# Eldert Ameling
Eldert Hendrik Jan Ameling (Terschelling, 28 december 1951) is een dichter, schrijver, illustrator en kunstschilder. Hij woont sinds 1974 in het dorp Stedum te Groningen.

## Levensloop
Ameling woonde als kind vaak bij zijn grootouders, maar verbleef ook in kindertehuizen en bij gastgezinnen. Hij studeerde aan de Vrije Academie te Nijmegen en de Kunstacademie Minerva te Groningen en publiceerde vanaf 1970 zijn eerste verhalen en gedichten in kranten en tijdschriften. Ook werden gedichten van Ameling opgenomen in de verzamelbundels Groningen dicht geplakt (1970) en Groningen Poëzie (1977, 1978).
Hij richtte zich van 1974 tot 1991 op journalistiek werk in de Noorderkrant. Verder was hij actief in de postduivensport, waar hij tussen 1974 en 2007 vele artikelen over publiceerde in vakbladen.
Aanvankelijk schreef Ameling in het Nederlands. Vanaf 1995 verschenen zijn eerste publicaties in het Groningse dialect en hij schreef voor de tijdschriften Krödde, Toal en Taiken, Roet en Noachs Kat.
Ameling schrijft sinds 2008 voor het dorpsblad 'De Stedumer'. In 2012 werd hij benoemd tot Stedumer van het jaar.

## Persoonlijke leven
Eldert Ameling is de zoon van officier Louis Joseph Ameling (1926-2011) en Theodora Wilhelmina Maria van Dijk (1928-2021), beter bekend als Dorise. Zij was de dochter van kunstschilder en detectiveschrijver Albertus Jan Marinus van Dijk (1892-1967). Bij zijn moederszijde is hij ook het achterkleinkind van kunstschilder Adolf Philippus van Dijk (1859-1924) en de architect Bert Johan Ouendag (1861-1932). 

## Publicaties (selectie)
- 2002 - Vergees (met Annie van Dijken), Biblionet Groningen
- 2004 - Beperkte dijkbewaking (met Dick Guillot en Rik Andreae), Ginkgo
- 2004 - Twee dichters op de uitkijk (met Dick Guillot), Ginkgo
- 2014 - Project "Blik naar Binnen", gedicht in kunstwerk, boekbindatelier W. Gremmen

### Bloemlezingen (selectie)
- 2006 - De 100 mooiste Groningse gedichten, kleine Uil
- 2010 - Verrassend Nedersaksisch, kleine Uil

- International Standard Name Identifier: 0000 0003 9213 8412
- Nederlandse Thesaurus van Auteursnamen: 072155558
- Union List of Artist Names: 500556778
- Virtual International Authority File: 286051004